# Cooking Mama
Cooking Mama (クッキング ママ Kukkingu Mama?) es una serie de videojuegos de cocina desarrollados por Cooking Mama Ltd. para Nintendo DS, Nintendo 3DS, Wii, iOS, Android y Facebook. La mecánica principal del juego consiste en realizar recetas de cocina mediante una serie de minijuegos.

## Serie principal

### Cooking Mama
Cooking Mama (クッキング ママ Kukkingu Mama?) es un videojuego para Nintendo DS desarrollado por Cooking Mama Limited (antes llamado Office Create) y distribuido en Japón por Taito, Majesco en Estados Unidos y 505 Games en Europa. Es un simulador de cocina.

#### Como jugar
El jugador deberá desarrollar correctamente varias actividades culinarias mediante la pantalla táctil de la Nintendo DS. Siguiendo las instrucciones del personaje principal (Mama), el jugador tendrá que hacer varias acciones que van desde pelar patatas, lavar los ingredientes o cocerlos entre otras, hasta completar el plato. La comida se hará mediante la combinación de varios minijuegos de corta duración, y cada minijuego significa una parte concreta de la preparación de un plato. Hay 76 platos en total.
Las mecánicas de los minijuegos varían, desde el uso del stylus para cortar, triturar o moldear hasta otros como juegos de memoria, habilidad y destreza. Hay 3 formas de terminar cada minijuego: perfecto, bien o mal. Si el jugador termina el minijuego de forma perfecta, Mama mostrará su alegría. Si falla, Mama estará enfadada. Cada plato tiene minijuegos según su dificultad: si es un plato sencillo, puede tener solo de 1 a 4, y si es más complicado puede combinar más de 10. Una vez terminado el plato, el jugador puede obtener una medalla de oro (si todas las pruebas han sido realizadas de forma perfecta), plata o bronce.
Durante todo el juego solo se usa la pantalla táctil y el micrófono de la Nintendo DS como modo de control.

#### Modos de juego
- Let's Cook ("A cocinar"): Modo principal de juego. El jugador tiene que realizar correctamente platos, y a medida que completa unos irá desbloqueando el resto. Cada plato tiene un minijuego según el ingrediente a utilizar o los métodos de elaboración. Puede suceder que dentro de un plato haya diferentes modos de hacerlo (p.ej, con unos espaguetis podemos hacerlos a la boloñesa o a la carbonara)

- Let's Combine ("A combinar"): En este modo, los jugadores pueden usar los platos que desbloquearon y combinarlos para hacer algo totalmente nuevo. No desbloquea nada.

- Use Skill ("Usa habilidad"): Los jugadores pondrán a prueba sus habilidades en cada minijuego, enfocándolo en objetivos especiales como cortar, gratinar, enrollar, añadir ingredientes, pelar... Al final de cada prueba el jugador recibe un galardón determinando siguiendo el mismo patrón que en los otros modos (siendo "oro" el mayor de todos).

#### Puntuaciones
| Publicación | Puntuación |
| ----------- | ---------- |
| Famitsu     | 28/40      |
| Meristation | 7/10       |
| Vandal      | 7/10       |

### Cooking Mama (Wii)
Cooking Mama para Wii クッキングママ みんなといっしょにお料理大会! (Kukkingumama min'na to issho ni o ryōri taikai?), también conocido en América como Cooking Mama: Cook Off es la versión del juego para la videoconsola Wii, aprovecha el control por movimiento, utilizando el mando y el nunchuk. La enorme versatilidad del mando de Wii se demuestra con lo último en utensilios de cocina. Úsalo como cuchillo, como rodillo, pasapuré, mango de una sartén y muchas otras cosas para picar, cortar, trinchar hasta convertirte en un cocinero experto.

Características
- El modo multijugador te permite preparar comidas con otros jugadores o enfrentarte a ellos para ver quién es el mejor chef.
- Aprende un número enorme de recetas, con cocina de 10 países, desde pasta a sushi.
- El realismo de los tiempos de cocción facilita aplicar lo aprendido en una cocina de verdad.
- Según avanzas, puedes conseguir nuevos objetos para tu cocina con los que tus recetas alcanzarán otro nivel.

### Cooking Mama 2 - Cocina con tus amigos
Cooking Mama 2 - Cocina con tus amigos (クッキングママ2 Kukkingumama 2?), llamado en América Cooking Mama 2: Dinner with Friends, es la secuela del juego para Nintendo DS y el sucesor del de Wii. Incluye un nuevo apartado multijugador llamado Prueba de cocina, que permite realizar minijuegos de hasta cuatro personas. Además está traducido al castellano, aunque solo el texto.
Características
- Cocina más de 80 recetas nuevas y demuestra tu mano en la cocina con 150 minijuegos antes de servirle tus creaciones a tus invitados.
- Toma notas de tus mejores platos en tu diario personal y personaliza tu cocina.
- Compite con hasta tres amigos por Descarga DS.

### Cooking Mama 2 World Kitchen
Cooking Mama 2 World Kitchen (クッキングママ2たいへんママはおおいそがし Cooking Mama 2: taihen Mama wa Ooisogashi?, trad. Cooking Mama 2: En serio mamá está muy ocupada), es el segundo juego de la serie Cooking Mama para Wii. Está completamente traducido, tanto los textos como las voces. El juego fue lanzado en Norteamérica el 18 de noviembre de 2008, en Japón el 11 de diciembre de 2008 y en Europa el 6 de febrero de 2009.

Características
- Todos los gráficos están 3D.
- Nuevo menú global, nuevas recetas, nuevas técnicas de cocina y nuevos invitados.
- Nuevos modos de juego multijugador.
- Minijuegos, como la carrera donde controlando a Mama tendrás que coger la hamburguesa antes de que se la coma su perro, Max.
- Posibilidad de crear tu propio personaje.

### Cooking Mama 3
Cooking Mama 3 (クッキングママ3 Kukkingu Mama 3?) lanzado en América como Cooking Mama 3: Shop & Chop es el cuarto juego de la serie para Nintendo DS.El sistema de juego es similar a los otros juegos de Cooking Mama, aunque incluye algunos cambios, como minijuegos, nuevas recetas y voces en castellano.

Características
- 200 minijuegos y más de 80 recetas.
- Nuevos utensilios y formas de cocinar entre las que se incluye la barbacoa, la batidora, y muchas sorpresas más.
- Modo de diario mejorado para mejor control de tus habilidades como cocinero.
- Personaliza tus pegatinas virtuales.
- Cultiva tus propios ingredientes. Transfiere las verduras de tu Gardening Mama y utilízalas para crear nuevas recetas.
- Mama te mandara a la tienda a conseguir los ingredientes que necesita.
- ¡A inventar! Selecciona los ingredientes y a ver qué se le ocurre a Mama.
- ¡Concurso de cocina! Reta a Mama en una alocada carrera contra reloj.
- ¡Modo Reto! Mama te propondrá un reto y tendrás que acabarlo a tiempo.
- Opciones multijugador descargables totalmente novedosas.

### Cooking Mama 4
Cooking Mama 4 (クッキングママ4 Kukkingumama 4?), conocido en América como Cooking Mama 4: Kitchen Magic, es el cuarto juego de la serie principal de Cooking Mama, el primero realizado para la videoconsola Nintendo 3DS. Incluye nuevas recetas, nuevas formas de jugar para realizar las distintas actividades de cocina, y nuevas combinaciones de platos, todo ello incorporando las nuevas funcionalidades de 3DS, tanto en los gráficos como en las formas de juego. Incluye unos 200 minijuegos, en los cuales es posible hacer uso del giroscopio, para dar la vuelta a una tortilla, por ejemplo. El número de recetas incluidas es de aproximadamente 60, pero también incluye la posibilidad de organizar, decorar y limpiar la cocina. Salió a la venta el 1 de diciembre de 2011 en Japón, el 15 de noviembre en América y el 25 de ese mismo mes en Europa.

### Cooking Mama 5
Cooking Mama 5 (クッキングママ5 Kukkingumama 5?). conocido en América como Cooking Mama 5: Bon Appétit! y en Europa como Cooking Mama: Bon Appétit!, es el quinto, y por ahora último, juego de la serie, lanzado en exclusiva para Nintendo 3DS. Se trata del primer juego de la serie para videoconsolas portátiles que incluye al personaje de Mama en 3D. Incluye nuevas recetas y nuevos minijuegos, además, de un nuevo modo de juego, llamado "Dojo Cocina", donde Mama evaluará la rapidez y destreza del jugador preparando las recetas. Salió a la venta en Japón el 21 de noviembre de 2013. No se ha confirmado su lanzamiento en Occidente.

## Otros juegos de la serie

### Gardening Mama
Gardening Mama (ガーデニングママ Gādeningumama?) es el tercer juego de la serie, para Nintendo DS, al igual que los anteriores es un conjunto de minijuegos, solo que esta vez no es de cocinar sino de cultivar y cuidar un jardín. Se utiliza el stylus para cavar, regar, plantar, cortar ramas, etc. Los jugadores pueden intercambiar regalos con otros. Hay una adaptación para iPhone.

Características
- Cultiva flores, verduras y frutas en el jardín de Mama. Puedes cultivar hasta 28 especies diferentes de plantas.
- Utiliza el lápiz táctil como si fuera una pala, una manguera o una regadera.
- Guarda las plantas poco comunes en el Bonito Cofre e intercámbialas con tus amigos de forma inalámbrica.
- Crea tu jardín perfecto en ¡Decora el Jardín!, Añade columpios, bancos, macetas e incluso enanitos para el jardín.
- Crea joyas con las plantas que cultives y viste a Mama del modo Hazlo Bonito.
- Modo multijugador inalámbrico para hasta 4 jugadores. 15 minijuegos con una sola tarjeta.

### Cooking Mama Friends' Café
Aplicación de la red social Facebook, basada en el exitoso juego Cooking Mama. Te permite hacer gran cantidad de recetas usando el puntero del ratón. Tiene 280.000 usuarios activos por mes y una calificación de 4.3 sobre 5.

### Cooking Mama World Hobbies and Fun - Hobbies y manualidades
Cooking Mama World Hobbies and Fun - Hobbies y manualidades (クラフトママ Kurafutomama?), conocido en América como Crafting Mama, es el quinto juego para Nintendo DS de la serie Cooking Mama. En este juego tendremos que realizar unos minijuegos para fabricar manualidades: un delantal, unos cojines, muñecas, collares, pendientes, aviones de papel etc. Podrás ver todas las obras que termines en la Colección de Manualidades, donde también podrás jugar con ellas.

Características
- Más de 40 creaciones y 100 minijuegos.
- Utiliza el lápiz táctil como principal herramienta de elaboración para coser, pegar, doblar, cortar, pintar, etc.
- Usa las creaciones para personalizar a Mama o jugar a un minijuego.
- Juega contra un máximo de tres amigos usando la comunicación inalámbrica.

### Cooking Mama World Babysitting Mama - Mama y sus bebés
Cooking Mama World Babysitting Mama - Mama y sus bebés (ベビーシッターママ Bebīshittāmama?), lanzado en América como Babysitting Mama, es un juego para la videoconsola Wii en el que simulas cuidar de un bebe a través de una serie de minijuegos. Incluye un muñeco a tamaño real, donde se introduce el mando de Wii par jugar.

Características
- Viene acompañado de un muñeco de peluche en el que podrás introducir el mando de Wii y el Nunchuk para manejar el juego.
- Más de 50 actividades: dormir al bebe, darle de comer, cambiarle los pañales, vestirle, jugar al escondite, lavarle y muchos más juegos diseñados específicamente para las niñas más pequeñas.
- Incluye 6 bebés, cada uno con su personalidad y sus necesidades individuales.
- Incluye partida para dos jugadores.

### Cooking Mama World Aventuras en el campo
Cooking Mama World Aventuras en el campo (キャンピングママ+パパ Kyanpumama + papa?), llamado en América Camping Mama : Outdoor Adventures, es la sexta y última entrega de la serie Cooking Mama para Nintendo DS. En el juego nos esperan muchas aventuras al aire libre, en donde encontraremos más de 100 juegos basados en la pantalla táctil: pescar, cazar aves, montar una tienda de campaña o recoger insectos exóticos, son solo algunas de las acciones que podremos realizar. En sus 38 niveles diferentes, que se encuentran en el bosque, montaña o mar, podremos realizar otro tipo de actividades como la escalada, la espeleología, el remo o trepar a los árboles.

Características
- Explora 38 niveles llenos de aventuras con Mama, Papa y el resto de la familia.
- Más de 100 juegos diferentes.
- Recolectar insectos, peces, tesoros y más, que podrás añadir a tu álbum de recortes.
- Encuentra objetos que podrás utilizar para decorar tu campamento.

### Cooking Mama Seasons
Cooking Mama Seasons es un videojuego exclusivo del sistema operativo iOS, en el que como en el resto de juegos de la serie, consiste en realizar una serie de recetas mediante minijuegos

### Gardening Mama 2: Forest Friends
Gardening Mama 2: Forest Friends (ガーデニングママ：ママと森のなかまたち Gādeningumama: Mama to mori no naka matachi?) es el segundo juego de Gardening Mama, lanzado para la videconsola Nintendo 3DS. Salió a la venta en Japón el 26 de septiembre de 2013. No se ha confirmado su lanzamiento en Occidente.